# Marjan Oudeman
Marjan (M.J.) Oudeman (Beverwijk, 7 juli 1958) is een Nederlands topfunctionaris, en voormalig voorzitter van het college van bestuur van de Universiteit Utrecht. Daarvoor was zij lid van het Executive Committee van het Europese deel van de Tata Steel Group (voorheen Corus) en Executive Director van de Strip Divisie van het staalbedrijf, en vervolgens lid van de Raad van Bestuur van AkzoNobel.

## Studie en loopbaan
Oudeman studeerde Nederlands recht aan de Rijksuniversiteit Groningen en behaalde haar bul in 1982, waarna ze een MBA behaalde.
Na haar rechtenstudie begon zij in 1982 als bedrijfsjuriste bij de Koninklijke Hoogovens. Ze maakte de overstap naar de financiële afdeling en klom op naar de functie van directeur van de blikfabriek. Ze was daarmee de eerste vrouwelijke directeur bij het staalbedrijf. Na de fusie met British Steel werd ze bij Corus verantwoordelijk voor de Europese staalproductie en gaf leiding aan 20.000 werknemers in binnen- en buitenland.
Begin 2008 bedankte ze voor de functie van president-directeur van Schiphol, als opvolger van Gerlach Cerfontaine, omdat Schiphol niet in kon gaan op haar salariseis van € 800.000.
Oudeman verliet het staalbedrijf per begin mei 2010. Eerder trad zij al terug uit de raad van commissarissen van Corus IJmuiden. Haar vertrek was ingegeven door het voornemen binnen Tata Steel een nieuw en geïntegreerd bedrijfsmodel in te voeren dat in de plaats komt voor de divisiestructuur van de Corusgroep.
In oktober 2010 werd Marjan Oudeman lid van het Executive Committee van AkzoNobel, verantwoordelijk voor Organizational Development and Human Resources. In februari 2013 werd bekendgemaakt dat zij het concern per eind juni 2013 zou verlaten.
Met ingang van 1 juli 2013 is zij Yvonne van Rooy opgevolgd als voorzitter van het college van bestuur van de Universiteit Utrecht.

### Nevenfuncties
Oudeman is voorzitter van de raad van commissarissen HKS Scrap Metals B.V., lid van de raden van commissarissen van de Noorse energieproducent Statoil ASA (nu Equinor SA), SHV Holdings N.V. en van Solvay SA. In 2017 werd Mw. Oudeman lid van de raad van commissarissen van het AEX genoteerde Aalberts Industries N.V.. In 2018 werd ze lid van de Board of Directors van het Russische staalbedrijf Novolipetsk Steel.
Ook is ze governor bij het Ashorne Hill Management College, dat managers in de staalwereld opleidt. Ze is daarnaast lid van het dagelijks Bestuur van VNO-NCW, bestuurslid van de stichting Sail Amsterdam en de Stichting Comité voor het Concertgebouw, neemt deel aan de stuurgroep Artis en aan het het bestuur Nationaal fonds 4 en 5 mei.
Oudeman neemt daarnaast deel aan het Comité van Aanbeveling van Jong Ondernemen, het Ronald McDonald Kinderfonds en Oktober Kennismaand. Oudeman was lid van het toenmalige Innovatieplatform. In de periode vanaf januari 2005 tot 2013 was zij commissaris bij de Nederlandse Spoorwegen en in 2021 trad zij toe tot de raad van commissarissen van luchtvaartmaatschappij KLM.

### Voorzitter college van bestuur Universiteit Utrecht
Op 4 november 2016 heeft Oudeman bekendgemaakt dat zij niet voor nog eens vier jaar bijtekent als voorzitter van het college van bestuur van de Universiteit Utrecht. Ze blijft werkzaam tot en met juli 2017, zodat de Universiteit genoeg tijd heeft om een opvolger te zoeken.
Als reden gaf Marjan Oudeman dat ze zich meer bezig wilde houden op het grensvlak tussen maatschappelijke ontwikkeling en bedrijfsleven. Ze ontkent niet dat de ophef over het declaratiegedrag in 2015 - waarbij ze € 16.000 euro heeft teruggestort aan de Universiteit nadat ze dit bedrag onterecht had ontvangen aan salaris - een rol zou hebben gespeeld bij de afweging niet meer door te gaan.

## Waardering
Oudeman was  de nummer 1 op de lijst van machtigste zakenvrouwen van Nederland van het weekblad FEM Business in november 2005. Het maandblad Opzij verkoos haar tot een van de tien invloedrijkste vrouwen van Nederland en tot de belangrijkste vrouw in de categorie bedrijfsleven in oktober 2009.